# یواس‌اس آترتون (دی‌ئی-۱۶۹)
یواس‌اس آترتون (دی‌ئی-۱۶۹) (به انگلیسی: USS Atherton (DE-169)) یک کشتی نظامی بود که طول آن ۳۰۶ فوت (۹۳ متر) بود. این کشتی متعلق به نیروی دریایی ایلات متحده آمریکا بود. این کشتی در سال ۱۹۴۳ ساخته‌ شد و در چهاردهم ژانویه 1943 به آب انداخته شد. این کشتی، تنها کشتی نیروی دریایی ایالات متحده آمریکا بود که به نام ستوان جان مک‌دوگال آترتون (به انگلیسی: John McDougal Atherton) نام‌گذاری شده است. 